# Playful Studios
Playful Studios é uma publicadora e desenvolvedora de jogos eletrônicos e independente fundada em 2013 por Paul Bettner, co-criador do popular jogo Words With Friends. Sediada em McKinney, no estado do Texas, a empresa tem como foco a criação de experiências lúdicas e acessíveis, voltadas para todas as idades.

## História
Antes da fundação da Playful, Bettner trabalhou na Ensemble Studios, contribuindo para franquias como Age of Empires e Halo Wars. Após a aquisição de sua empresa anterior, Newtoy, pela Zynga em 2010, Bettner fundou a Playful Studios com o objetivo de explorar novas fronteiras do entretenimento digital.

## Jogos Desenvolvidos

### Franquia Lucky’s
O primeiro título de destaque da empresa foi Lucky’s Tale, lançado em 2016 como título de lançamento do Oculus Rift. O jogo em realidade virtual foi elogiado por sua jogabilidade imersiva e protagonista carismático. Diante do alcance limitado do VR, a Playful adaptou a experiência para outras plataformas, lançando em 2017 o Super Lucky’s Tale para Xbox One. Em 2019, uma versão aprimorada intitulada New Super Lucky’s Tale foi lançada para Nintendo Switch e outras plataformas.

### Creativerse
Outro projeto de destaque foi Creativerse, um jogo sandbox de aventura que permite aos jogadores explorar, construir e sobreviver em mundos tridimensionais e ricos em recursos.

### Wildcard
Em 2022, a Playful anunciou Wildcard, um projeto ambicioso que combina jogos de cartas, elementos de estratégia em tempo real e combate entre campeões. O jogo faz uso de tecnologia Web3 e foi desenvolvido com uma visão voltada à integração de espectadores e jogadores.

## Estrutura e Financiamento
A sede da Playful Studios, com mais de 5.000 metros quadrados, fica em McKinney, Texas. A empresa já contou com mais de 100 desenvolvedores e recebeu investimentos relevantes em sua trajetória. Em 2019, a empresa arrecadou US$ 23 milhões com apoio de investidores privados, visando desenvolver jogos com potencial de engajamento massivo.
Em 2022, a empresa levantou mais US$ 46 milhões com o apoio de empresas como Griffin Gaming Partners, Paradigm e outros fundos do setor de jogos e tecnologia.

## Reestruturação
Em janeiro de 2020, a Playful Studios anunciou uma reestruturação que resultou na dispensa de parte significativa de sua equipe. A medida foi tomada para adotar um modelo de produção mais enxuto e centrado em equipes distribuídas.

## Legado
Apesar de seu porte modesto, a Playful Studios é conhecida por sua inovação e criatividade, com foco em jogos que incentivam o senso de maravilhamento, diversão e conexão social.